# Dong Zhaozhi
Dong Zhaozhi (chinesisch 董兆致, Pinyin Dǒng Zhàozhì; * 16. November 1973 in Guangzhou) ist ein ehemaliger chinesischer Florettfechter.

## Karriere
Dong Zhaozhi war hauptsächlich mit der Mannschaft international erfolgreich. 1995 in Seoul wurde er mit dieser Asienmeister, im Einzel gelang ihm zudem der Gewinn der Silbermedaille. Bei Asienspielen sicherte er sich Hiroshima 1994 im Einzel die Goldmedaille und gewann zudem mit der Mannschaft Silber. 1998 in Bangkok wurde er mit der Mannschaft Asienspielesieger und gehörte auch zur Degenmannschaft, die Bronze holte. Bei Weltmeisterschaften gewann Dong 1994 in Athen mit der Mannschaft Bronze sowie 1999 in Seoul Silber. Dreimal nahm er an Olympischen Spielen teil: 1996 in Atlanta verpasste er im Einzel und mit der Mannschaft die Finalrunden, während er 2000 in Sydney mit der Mannschaft das Finale erreichte. Nach Siegen über Russland und Italien unterlag die chinesische Equipe Frankreich knapp mit 44:45 und gewann somit Silber. Auch bei den Olympischen Spielen 2004 in Athen zog China, nach Siegen über Südkorea und die Vereinigten Staaten, ins Gefecht um die Goldmedaille ein. Dort unterlag die Mannschaft Italien mit 42:45, sodass Dong erneut die Silbermedaille gewann.